# Enid Blyton
Enid Blyton (Dulwich, Nagy-Britannia, 1897. augusztus 11. – London, Nagy-Britannia, 1968. november 28.) angol írónő.
Leginkább gyermekkönyvei és ifjúsági regényei révén vált ismertté. Összesen hétszáznál is több könyv és tízezernél is több novella fűződik a nevéhez. Ő volt az első író, aki saját maga választotta ki könyveihez az illusztrátorokat. Tőle származik továbbá az az ötlet is, hogy a könyvek hátoldalán helyezzenek el képeket, és így csináljanak kedvet a mű megvásárlásához.

## Életrajz

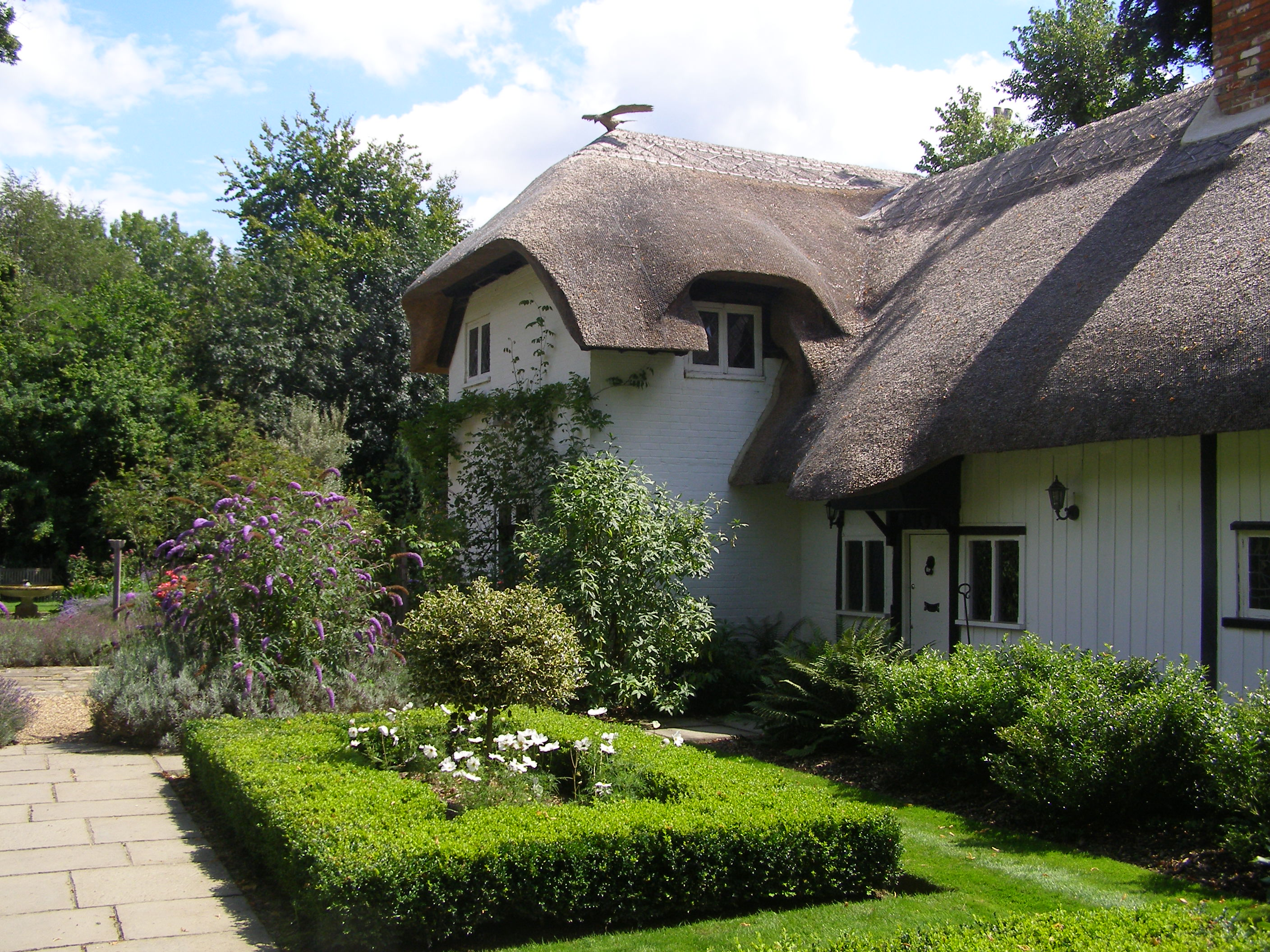
Blyton régi nádtetős háza Bourne Endben, Buckinghamshire-ben

Gyermekkorában kiváló emlékező tehetségével tűnt ki. Már nyolcéves korában képes volt arra, hogy elolvasson egy könyvoldalt, majd azt követően szó szerint visszaadja. Tizennégy éves korában kezdett írni. Megnyert egy gyermekek számára kiírt verspályázatot, majd ezt követően különböző újságoknak, folyóiratoknak kezdte elküldeni verseit és történeteit abban a reményben, hogy majd megjelentetik azokat. Szülei és közvetlen környezete tehetséges zongoristának tartották, ám tizennyolc éves korában a szülők ellenzésére tanárnőnek kezdett tanulni az Ipswich High School-ban, majd miután végzett, néhány évig tanított is.
Első könyve, a Child Whispers 1922-ben jelent meg. 1924-ben hozzáment Hugh Pollock kiadói szerkesztőhöz, és feladta tanári állását, hogy immár teljes mértékben az írásnak szentelhesse életét. Így született meg 1932-ben első felnőtteknek szánt regénye is, amelyet azonban nem jelentetett meg. 1942-ben elvált, majd egy évre rá másodszor is férjhez ment, mégpedig Kenneth Darrell Waters sebészhez.
„Főállású” íróként naponta tíz-tizenkétezer szót írt; legtermékenyebb évének 1957 számít, amikor is összesen harminchét könyvet jelentetett meg. Utolsó regénye 1964-ben látta meg a napvilágot. Az 1960-as évek közepén idegösszeroppanást kapott és több hónapot pszichiátriai kezelésben töltött. Végül Alzheimer-kórt diagnosztizáltak nála. 1968. november 28-án, szívinfarktusban hunyt el.

## Magyarul

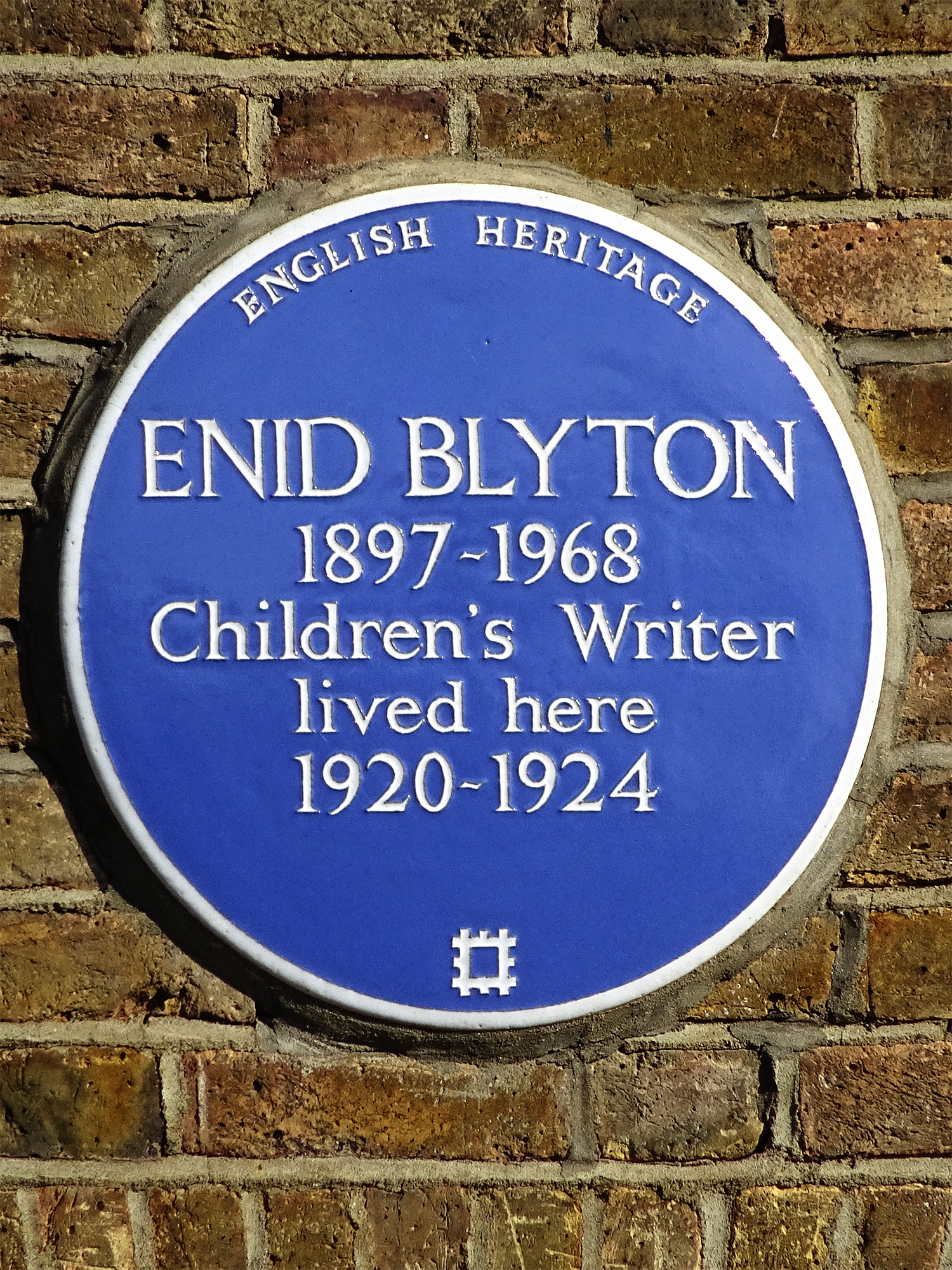
Emléktábla a chessingtoni házon, ahol 1920 és 1924 között élt

- A bűvös hómadár és más mesék; ford. Görög Lívia; Ciceró, Bp., 1997 (Verses mesék – meseregények)
- A varázspor; szöveg, graf. Enid Blyton; ford. Kléner Gizella; Egmont, Bp., 2005 (Noddy)
- Pattogóriadó Játékvárosban; szöveg, graf. Enid Blyton; ford. Kléner Gizella; Egmont, Bp., 2005 (Noddy)
- Kapaszkodj a kalapodba, Noddy!; szöveg, graf. Enid Blyton; ford. Kléner Gizella; Egmont, Bp., 2005 (Noddy)
- A tökéletes ajándék; szöveg, graf. Enid Blyton; ford. Kléner Gizella; Egmont, Bp., 2005 (Noddy)
- Noddy és az új taxi; szöveg, graf. Enid Blyton; ford. Kléner Gizella; Egmont, Bp., 2005 (Noddy)
- Fülenagy biciklije; szöveg, graf. Enid Blyton; ford. Kléner Gizella; Egmont, Bp., 2005 (Noddy)
- Nagy mesekönyv, 1-6.; ford. Szemők Ildikó, Kléner Gizella; Egmont, Bp., 2007–2008 (Noddy)
- Kaland a kincses szigeten; ford. Mezei Gábor; Könyvmolyképző, Szeged, 2008 (Ötös fogat)
- Szökés a szigetre; ford. Bosnyák Viktória; Könyvmolyképző, Szeged, 2010 (Ötös fogat)
- Tolvaj a Kirrin-villában; ford. Bosnyák Viktória; Könyvmolyképző, Szeged, 2010 (Ötös fogat)